# Ambassadeur de France
La dignité d'ambassadeur de France est conférée à titre personnel (intuitu personæ) à certains diplomates. La décision de nomination revient au président de la République, en conseil des ministres (publication d'un décret).

## La dignité d'ambassadeur de France
Cette dignité est presque uniquement attribuée à des diplomates de carrière membres du corps des ministres plénipotentiaires, généralement (mais pas obligatoirement) « hors classe ». Ce corps est le débouché des conseillers des affaires étrangères ayant atteint la « hors classe ». Il est encadré par le décret n° 69-222 du 6 mars 1969 relatif au statut particulier des agents diplomatiques et consulaires et le décret n° 85-779 du 24 juillet 1985 précisant les conditions de nomination aux emplois supérieurs laissés à la discrétion du Gouvernement.
Depuis les années 2000, elle est conférée le cas échéant à un diplomate ou deux chaque année (pas de nomination en 2007, en 2010, en 2014, en 2017, en 2018, en 2021, en 2023 et 2024).

## Liste
- Pierre Lévy, 11 mai 2022[2]
- Catherine Colonna, 25 novembre 2020[3]
- Anne-Marie Descôtes, 25 novembre 2020[4]
- Philippe Étienne, 19 juin 2019[5]
- Sylvie Bermann, 19 juin 2019[5]
- Jean-Maurice Ripert, 8 septembre 2016[6]
- Christian Masset, 8 septembre 2016[7]
- Alain Le Roy, 10 juin 2015[8]
- Bernard Bajolet, 3 mai 2013[9]
- Philippe Faure, 1er août 2012[10]
- Maurice Gourdault-Montagne, 16 février 2012[11]
- Gérard Araud, 5 janvier 2012[12]
- Hervé Ladsous, 29 septembre 2011[13]
- Jean-Marc Simon, 21 avril 2011[14]
- Bernard Poletti, 15 juillet 2009[15]
- Pierre Vimont, 15 juillet 2009[16]
- Pierre Sellal, 28 novembre 2008[17]
- Jean-Marc de La Sablière, 27 février 2008[18]
- Gérard Errera, 4 janvier 2008[19]
- Jean-David Levitte, 13 décembre 2006[20]
- Philippe Guelluy (tr), 3 novembre 2006[21]
- Claude Martin, 2 octobre 2006[22]
- Daniel Lequertier, 31 mars 2005[23]
- Jean-Pierre Lafon, 18 mars 2005[24]
- Hubert Colin de Verdière, 3 juillet 2003[25]
- Pierre Brochand, 3 juillet 2003[26]
- Jean Guéguinou, 8 mars 2000[27]
- François Bujon de l'Estang, 1999[réf. souhaitée]
- Jean-Bernard Mérimée, 1999 [28]
- Loïc Hennekinne, 1999
- Alain Dejammet, 1997[réf. souhaitée]
- Raymond Césaire, 1997[29].
- Bertrand Dufourcq, 1996[30].
- Pierre Lafrance (d), 1996[31]
- Gabriel Robin, 1993
- Philippe Cuvillier, 1993
- Bernard Dorin, 1992
- Alain Grenier, 1992[32]
- Jean-Marie Mérillon, 1991[33]
- Jean-Bernard Raimond, 1991[réf. souhaitée]
- Pierre Louis Blanc, 1991
- Marc Bonnefous (de), 1988[réf. souhaitée]
- Jacques Andréani, 1988[réf. souhaitée]
- Gilles Curien, 1987
- Francis Gutmann, 1985
- Gilles Martinet, 1984
- Jacques Leprette, 1984[réf. souhaitée]
- Henri Froment-Meurice, 1984[réf. souhaitée]
- Xavier de La Chevalerie, 1984
- Louis Dauge, 1983
- Guy Georgy, 1982
- Stéphane Hessel, 1981[34]
- Jean-Daniel Jurgensen, 1981[35]
- François Lefebvre de Laboulaye, 1978[réf. souhaitée]
- Jacques Kosciusko-Morizet, 1977
- Robert Gillet, 1976
- Louis de Guiringaud, 1975
- Étienne Manac'h, 1974[réf. souhaitée]
- Jean-Marc Boegner, 1973
- Pierre Maillard, 1971[réf. souhaitée]
- Étienne Burin des Roziers, 1969[réf. souhaitée]
- Geoffroy Chodron de Courcel, 1965[réf. souhaitée]
- Louis Joxe, 1959
- André François-Poncet, 1955[réf. souhaitée]
- Hervé Alphand, 1950
- Paul Bargeton, 1947
- Jean Chauvel, 1946[réf. souhaitée]
- Alexandre Parodi, 1946[réf. souhaitée]
- Joseph Brugère, 1944
- André d'Ormesson, 1936[réf. souhaitée]
- Alexis Léger, né Alexis Saint-Léger Léger, en littérature Saint-John Perse, 1933[36]